# Dépôt (géologie)
Cet article court présente un sujet plus développé dans : Strate (géologie).

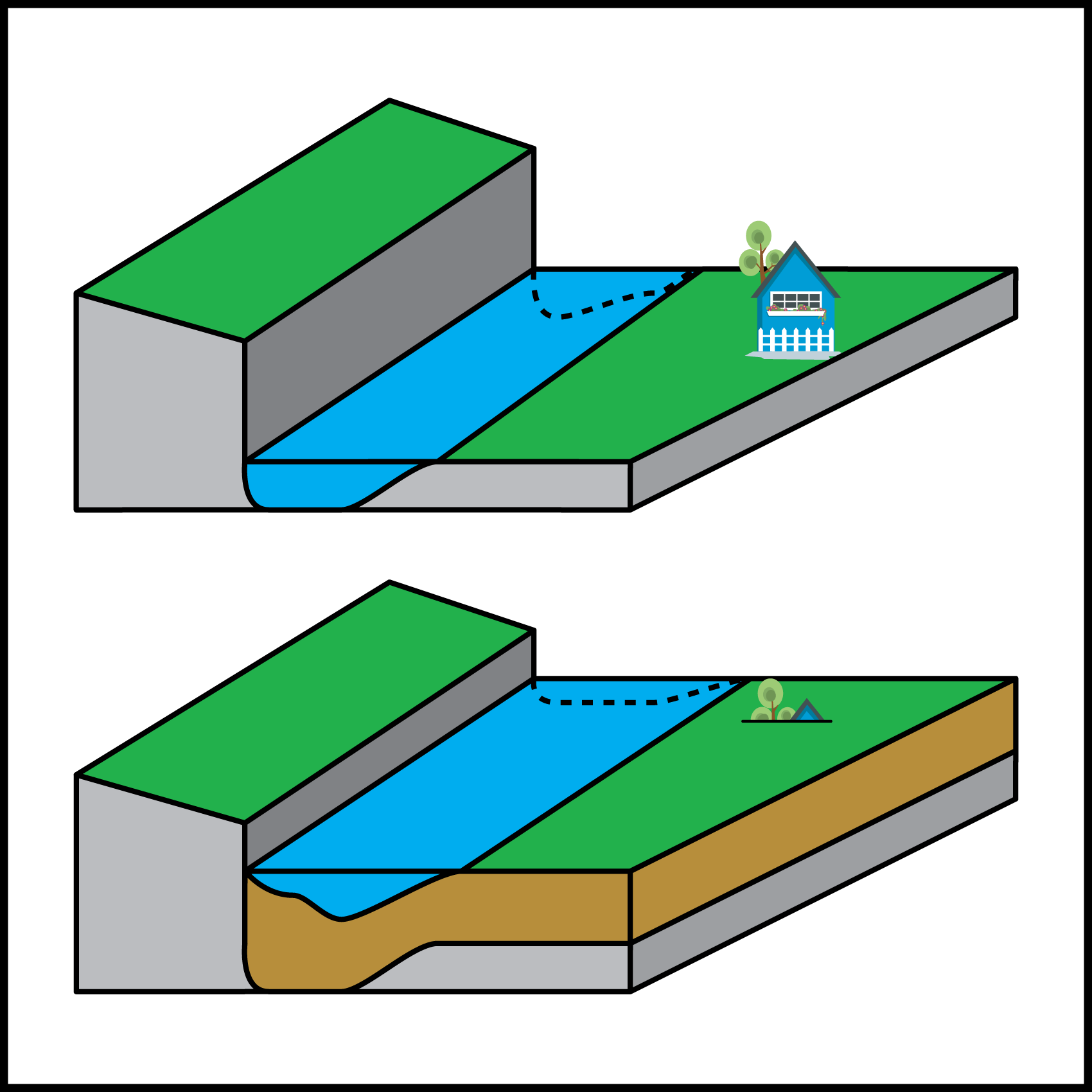
L'aggradation est un processus par lequel un dépôt se forme, ici dans une rivière.

En géologie, le dépôt est un processus par lequel des sédiments ou certaines roches volcaniques (ponce) ou des altérites sont ajoutés sur une couche plus ancienne. 
Par métonymie, le terme de dépôt (sédimentaire) est utilisé pour désigner cette couche géologique (appelée plus précisément strate).